# Veliki Obrež
Veliki Obrež je naselje u Općini Brežice u istočnoj Sloveniji. Veliki Obrež se nalazi u pokrajini Štajerskoj i statističkoj regiji Donjoposavskoj. 

## Stanovništvo
Prema popisu stanovništva iz 2002. godine Veliki Obrež je imao 298 stanovnika.

### Etnički sastav
1991. godina:
- Slovenci: 277 (94,9%)
- Hrvati: 15 (5,1%)